# Bernard Brégeon
Pour les articles homonymes, voir Brégeon.
Bernard Brégeon, né le 6 juillet 1962 à Suresnes, est un kayakiste français. Il est marié à la kayakiste Bernadette Brégeon.

## Biographie
Bernard Brégeon est champion du monde en kayak biplace 10 000 m avec Patrick Lefoulon en 1982.
Aux Jeux olympiques d'été de 1984 à Los Angeles, il est vice-champion olympique en kayak biplace 1 000 m avec Patrick Lefoulon et remporte la médaille de bronze en kayak monoplace 500 m. 
Il remporte en 1985 la médaille d'argent mondiale en kayak monoplace 10 000 m et en 1986 la médaille de bronze mondiale en kayak monoplace 500 m.
Aux Jeux olympiques d'été de 1988 à Séoul, il est éliminé en demi-finale de l'épreuve de K2 500 m.